# زيني (لاعب كرة قدم)
أمبروسيني أنطونيو كاباكا سلفادور (من مواليد 3 يوليو 2002)، المعروف باسم زيني ، هو لاعب كرة قدم أنغولي محترف يلعب كمهاجم لنادي أيك أثينا في الدوري اليوناني الممتاز .

## مسيرته مع الأندية

### أيك أثينا
في 3 يناير 2023، انضم زين إلى أيك أثينا ب على سبيل الإعارة لمدة ستة أشهر مع خيار الشراء.  بعد شهر تقريبًا، في 16 فبراير، مارست شركة أيك خيار الشراء بالكامل ووقعت شركة زاين عقدًا حتى صيف عام 2028  بالنسبة لبقية الموسم تم استخدامه في مباريات الفريق الأول والثاني. وفي نهاية الموسم فاز بالثنائية المحلية مع أيك أثينا . في 30 نوفمبر 2023، سجل هدفه الأول مع الفريق الثاني، في مباراة الذهاب ضد كامبانياكوس . 

## الإحصائيات

### مع الأندية
آخر تحديث 22 أبريل 2023.
| النادي            | الموسم  | الدوري                    | الدوري    | الدوري  | الكأس     | الكأس   | قارياً     | قارياً   | كأس السوبر | كأس السوبر | المجموع   | المجموع |
| النادي            | الموسم  | القسم                     | المشاركات | الأهداف | المشاركات | الأهداف | المشاركات | الأهداف | المشاركات  | الأهداف    | المشاركات | الأهداف |
| ----------------- | ------- | ------------------------- | --------- | ------- | --------- | ------- | --------- | ------- | ---------- | ---------- | --------- | ------- |
| بريميرو دي أغوستو | 2020–21 | جيرابولا                  | 22        | 12      | 0         | 0       | 3         | 1       | —          | —          | 25        | 13      |
| أيك أثينا ب       | 2022–23 | الدوري اليوناني الممتاز 2 | 8         | 0       | —         | —       | —         | —       | —          | —          | 8         | 0       |
| أيك أثينا         | 2022–23 | الدوري اليوناني الممتاز   | 2         | 0       | —         | —       | —         | —       | —          | —          | 2         | 0       |
| المجموع           | المجموع | المجموع                   | 32        | 12      | 0         | 0       | 3         | 1       | 0          | 0          | 35        | 13      |

### دولياً
آخر تحديث المباريات التي لعبت 23 يناير 2024.
| الفريق الوطني | السنة   | المشاركات | الأهداف |
| ------------- | ------- | --------- | ------- |
| أنغولا        | 2021    | 5         | 2       |
| أنغولا        | 2022    | 5         | 2       |
| أنغولا        | 2023    | 4         | 0       |
| أنغولا        | 2024    | 4         | 1       |
| المجموع       | المجموع | 17        | 5       |

تسرد النتائج والنتائج رصيد أهداف أنجولا أولاً، ويشير عمود النتيجة إلى النتيجة بعد كل هدف من أهداف زيني.
| العدد | التاريخ        | المكان                                          | الخصم        | النتيجة | الحصيلة | المسابقة               |
| ----- | -------------- | ----------------------------------------------- | ------------ | ------- | ------- | ---------------------- |
| 1     | 8 أكتوبر 2021  | ملعب 11 نوفمبر ، لواندا ، أنغولا                | الغابون      | 1–0     | 3-1     | تصفيات كأس العالم 2022 |
| 2     | 16 نوفمبر 2021 | ملعب 28 مارس ، بنغازي ، ليبيا                   | ليبيا        | 1-1     | 1-1     | تصفيات كأس العالم 2022 |
| 3     | 26 مارس 2022   | ستاد البلدية ، ريو مايور ، البرتغال             | غينيا بيساو  | 2-1     | 3-2     | ودية                   |
| 4     | 20 نوفمبر 2022 | ملعب مبومبيلا ، مبومبيلا ، جنوب أفريقيا         | جنوب إفريقيا | 1–0     | 1-1     | ودي                    |
| 5     | 23 يناير 2024  | ملعب تشارلز كونان باني ، ياموسوكرو ، ساحل العاج | بوركينا فاسو | 2-0     | 2-0     | كأس أمم إفريقيا 2023   |

## الإنجازات
أيك أثينا
- الدوري اليوناني الممتاز : 2022–23
- كأس اليونان : 2022–23

## روابط خارجية
- زيني  على سكروي